# Estienne du Tertre
Estienne du Tertre (bl. 1543–1567) war ein französischer Komponist. In Paris gab er 1557 im Verlag der Witwe von Pierre Attaingnant († um 1552) postum dessen VII. Buch der Danceries heraus. Zahlreiche seiner Chansons wurden gedruckt.
1557 erschienen seine Suyttes de bransles. Dies ist der erste Beleg für den Gattungsbegriff Suite als einer Folge von Tanzsätzen, während Branles bis dahin immer als Paar von Tanz und Nachtanz auftraten.